# Джалали, Аболфазл
Саед Аболфазл Джалали Бурани (перс. سید ابوالفضل جلالی بورانی‎; род. 26 июня 1998, Амоль, Мазендеран) — иранский футболист, защитник клуба «Эстегляль» и национальной сборной Ирана.

## Клубная карьера
Родился 26 июня 1998 года в Амоле. Воспитанник юношеских команд футбольных клубов «Падидех Сари» и «Сайпа».
В 2016 году пополнил состав клуба «Сайпа», один сезон провёл в юношеской команде клуба, сезон 2017/18 годов провёл в молодёжном составе. Во взрослом футболе дебютировал в 2018 году выступлениями за главную команду клуба «Сайпа», впервые вышел на поле в 11-м туре иранской Про-лиги сезона 2018-19 годов против клуба «Машин Сази», заменив Моина Аббасиана.
Всего в составе клуба провёл три сезона, приняв участие в 58 матчах чемпионата.
К составу тегеранского клуба «Эстегляль» присоединился в 2021 году. В первом же сезоне вместе с новым клубом завоевал золотые награды чемпионата Ирана. В сезоне 2022/23 года чаще выходит на поле в основном составе, из 10 матчей сезона прошедших до старта чемпионата мира в Катаре, в входил на поле в 8 поединках.

## Выступления за сборные
В течение 2018—2019 годов привлекался к составу молодёжной сборной Ирана. На молодёжном уровне сыграл в шести официальных матчах.
30 марта 2021 года дебютировал в составе национальной сборной Ирана, в товарищеском матче против сборной Сирии (2:0). В ноябре 2022 года был включён в окончательный список футболистов которые попали в заявку сборной Ирана для участия в матчах чемпионата мира 2022 года в Катаре. На турнире вышел на замену в заключительной решающей игре группового этапа, в которой сборная Ирана уступила сборной США (0:1), после чего прекратила борьбу на турнире, заняв третье место в своей группе.

## Достижения
«Эстегляль»
- Чемпион Ирана: 2021/22